# LR2型狙击步枪
LR2型狙击步枪是一款由中国湖南轻武器研究所所研制和生产的犢牛式12.7毫米（.50英吋）大口徑重型狙擊步槍（反器材步槍），在2012年5月22日于北京舉行的第六届中国国际警用装备展上首度展出，发射12.7×108毫米俄羅斯口徑（.50俄羅斯或54式12.7毫米重机枪弹）步枪子彈。

## 設計細節
LR2型12.7毫米手动狙击步枪是一枝由湖南轻武器研究所研制的单警反器材武器，可配备白光瞄准镜、光电瞄准具和红外瞄准镜。采用包络式枪机、犢牛式、螺旋闭锁、击锤回转式击发机构、弹鼓供弹、专利缓冲技术、模块化设计，具有结构紧凑、重量轻、后坐力小、勤务性好等特点。
该枪外形与美国巴雷特M95狙击步枪相似，只是发射12.7×108毫米步枪子彈、使用枪身左側的瞄准镜接口、枪身右側拋売口前方的拉機柄和弹鼓供弹。但由于中国制造的专业型狙击步枪子弹发展仍然较慢，所以该枪也没有装备专用狙击弹药，使得其精度性能遜色。另外，整枪细节做工亦比国外同类产品有些差距。
该枪已多批次出口国际市场，其优良的性價比屡获好评。主要用于精确打击载具、雷达、直升機、远距离单兵及其它重要目标。配用弹种54式12.7毫米穿燃弹。
根据第六届中国国际警用装备展的展台介绍，该枪已经出口国外并获得好评。整枪全部自行研发，并具有专利。

## 使用國
- 黎巴嫩：144枝由中國捐贈。
  - 黎巴嫩陸軍

## 外部連結
- （简体中文）—湖南兵器轻武器研究所有限责任公司官方网站—LR2型12.7毫米栓动狙击步枪
- （英文）—Chinese Military Review－Chinese LR2 12.7 mm (.50 caliber) Long Range Sniper Rifle (LRSR) （页面存档备份，存于）
- （英文）—China Defense Mashup－HSAI’s New LR2A 12.7mm(.5″) Heavy Sniping Rifle
- （简体中文）—铁血网—国产LR型大狙已经多批次出口国际市场 （页面存档备份，存于）